# Тровање цигуатером
Тровање цигуатером узрокују термостабилни токсин или отров, који када се унесе крозгастроинтестинални тракт  изазива неуролошке симптоме, а у екстремним случајевима и смрт  због поремећаја функција дисајног система.
Ово тровање се јавља као последица конзумације рибе која је путем ланца исхране акумулирала одређену количину цигуатоксина који луче бентоски динофлагелати, епифити на бентоским макроалгама. Од свих цигуатоксина најзначајнији је ЦРX-1 који  код хербиворних врста риба учествују у укупној смртности са око 90%. 
У заједницама које су у великој мери везане за исхрану рибом са коралних гребена, које популацијама  представљају основни извор протеина (нпр острвске државе Пацифика) цигуатера може имати социо-економски значај. 
У западним државама појава тровања цигуатером привлачи пажњу медија и негативно утиче на тржиште морских производа, а жртве тровања могу тражити одштету путем суда.
Да би се смањили штетни утицаји овог тровања потребно је правовремено открити заражену рибу. При том се користе две методе и то тест на мишевима, а обећавајуће резултате даје и имунолошка метода која открива присутност цигуатоксина доказивањем постојања антитела.

## Опште информације
Тровање цигуатером је најчешће небактеријско тровање рибом у Сједињеним Америчким Државама. Узрокује га конзумација гребенске рибе контаминиране цигуатоксином, који потиче од одређених динофлагелата (алги) повезаних са системима коралних гребена који се акумулирају  у ланцу исхране од малих биљоједа до већих риба месождера, као што је баракуда и шкарпина. 
Контаминирана риба нема специфичан мирис, боју или укус, што чини идентификацију потенцијалне контаминације изузетно тешком.

## Епидемиологија
Према годишњем извештају Националног система података о тровању (НПДС) Америчког удружења центара за контролу тровања за 2017. године, пријављено је 145 појединачних изложености цигуатери. Већина епидемија цигуатере јавља се на Хавајима и Флориди. Међутим, туристи који посећују ендемска подручја (нпр Карибе) можда неће развити симптоме све док се не врате кући. Учесталост путника у високо ендемским подручјима процењена је на чак 3 на 100.  Поред тога, пошто је риба из тропских вода сада доступна широм света, случајеви су пријављени широм копна САД. На пример, од августа 2010. до јула 2011. године само у Њујорку је пријављено 28 случајева тровања цигуатером.
Годишње се процењује да се широм света догоди око 50.000 случајева тровања цигуатером. Међутим, тровање цигуатером је тешко пратити јер се сматра да се недовољно пријављује. Процењује се да је само 10% случајева пријављено здравственим властима.  
Цигуатера је распрострањена у тропским и суптропским водама, обично између географских ширина од 35 степени северно и 35 степени јужно; посебно је чест у Тихом и Индијском океану и Карипском мору. Највећа учесталост тровања цигуатером забележена је на Америчким Девичанским острвима (1.200 на 100.000), Француској Полинезији (1.400 на 100.000) и Куковим острвима (1.760 на 100.000).  
Инциденција и географска дистрибуција тровања цигуатером се повећавају због климатских промена. Новопризнате области ризика укључују Канарска острва, источни Медитеран и западни Мексички залив.  
Gambierdiscus toxicus, који производи токсин цигуатера, има тенденцију да се размножава на мртвим коралним гребенима. Ризик од цигуатере ће се вероватно повећати како више коралних гребена умире или су угрожени као резултат фактора животне средине, изградње и отицања хранљивих материја. Једна студија о утицају климатских промена на организме који производе цигуатере сугерише да повишење температуре површине мора може проширити опсег забринутости изнад и испод 35 паралеле. Такође многи истзраживачи сугерише да нека подручја могу постати превише топла да би динофлагелати успели.

## Етиологија
Гутање довољних количина рибе која садржи акумулирани цигуатоксин производи овај синдром. Рибе веће од 2 кг могу да садрже значајне количине токсина који лако производе токсичне ефекте када се прогутају. Тровање рибом цигуатера (ЦФП) није последица погрешног руковања рибом и не може се спречиити никаквим посебним методама складиштења, припреме или кувања.
Иако је више од 400 врста риба повезано са тровањем цигуатером, врсте које су најчешће умешане укључују следеће:
- Кирње (Epinephelinae)
- Amberjack
- Црвени зубатац (Lutjanus campechanus),[1]
- јегуља,[2]
- бранцин
- баракуда
- шпанска скуша

Пријављено је сексуално преношење цигуатоксина,  што је наведено у једном извештају о мушкарацу који је након тровања цигуатером доживео болну ејакулацију, а његов сексуални партнер је касније доживео диспареунију. Дакле, цигуатоксин може бити присутан у сперми оболелих мушкараца и способна је да изазове симптоме код сексуалног партнера. 
Цигуатоксин се може пренети на фетус кроз плаценту или на новорођенчад преко мајчиног млека.

## Патофизиологија
Gambierdiscus toxicus  је динофлагелат најзначајнији за производњу прекурсора цигуатоксина, мада су и друге врсте идентификоване недавно. Ови динофлагелати, који живе на површинама морских алги и голих корала, примарни су извор исхране за мале рибе биљоједе. Заузврат, ове мале рибе постају плен већих риба месождера које људи касније конзумирају.
Цигуатоксин (акроним ЦТКС) и други слични токсини су термостабилни и растворљиви у липидима; на њих не утичу температура, желудачна киселина или начин кувања. 
Присуство токсина такође не утиче на мирис, боју или укус рибе. 
Код људи који једу контаминирану рибу пријављена стопа тровања је 73-100%.
Хемичари су успешно синтетизовали специфичне цигуатоксине, обезбеђујући да ће практична залиха бити доступна за будуће биолошке примене. Иако није потпуно поуздан, имунотест и биолошки тест на мишу су доступни за откривање цигуатоксина у оболелим рибама.
Цигуатоксин производи токсичне ефекте активацијом натријум-зависних канала на неуромускуларном споју. Активација доводи до хиперексцитабилности мембране, спонтаног репетитивног ослобађања неуротрансмитера, блокаде синаптичког преноса и исцрпљивања синаптичких везикула. 
Ефекти тровања су најизраженији на неуронским, срчаним и гастроинтестиналним ткивима. 
Цигуатоксин изазива повећање парасимпатичког тонуса и нарушава симпатичке рефлексе.

## Клиничка слика
Тровање цигуатером је клиничка дијагноза заснована на констелацији симптома временски везаних за гутање сумњивих рибљих производа. Почетак симптома може бити у року од 15 минута или чак 24 сата (ретко) након узимања токсина. Генерално, симптоми се примећују у року од 6-12 сати након гутања тропске гребенске рибе. Симптоми се повећавају по учесталости и тежини током наредних 4-6 сати. Пријављени симптоми су бројни, али обично утичу на три главна система органа: гастроинтестинални, нервни и кардиоваскуларни.
Гастроинтестинални симптоми
Гастроинтестинални симптоми, који се често појављују први, могу укључивати следеће:
- бол у трбуху,
- мучнину
- повраћање
- пролив (дијареју)
- болна дефекације

Неуролошки симптоми
Неуролошки симптоми могу укључивати следеће:
- лингвалне и циркуморалне парестезије
- болне парестезије екстремитета
- парадоксални преокрет температуре (нпр хладни предмети су врући, а врући хладни; класични симптом)
- бол у зубима и дедснима (зуби се осећају лабавим)
- пруритус (свраб)
- артралгије (болови у зглобовима)
- мијалгије (болови у мишићима)
- слабост
- атаксија, вртоглавица
- респираторна парализа
- кома

Код деце, раздражљивост може бити једини неуролошки симптом.
Кардиоваскуларни симптоми
Кардиоваскуларни симптому могу одражавати следеће:
- брадикардија,
- хипотензија
- едем плућа

Остали (општи) симптом
Остали општи симптоми укључују следеће:
- дизурија,
- језа
- знојење
- болна ејакулација
- метални укус у устима
- полимиозитис

## Дијагноза
Сви рутински лабораторијски тестови су неспецифични за тровање цигуатером, али резултати могу одражавати смањење запремине услед губитка течности. 
Благо повишење креатин фосфокиназе (ЦПК) и лактат дехидрогеназе (ЛДХ), ако постоји, одражава разградњу мишићног ткива.

## Терапија
Лечење је углавном симптоматско и у виду је подршке. Лекови који се користе за лечење тровања цигуатером укључују следеће:
- активни угаљ,
- антихистаминике,
- амитриптилин,
- манитол,
- аналгетик
- нестероидне антиинфламаторне лекове (НСАИД)
- габапентин

## Прогноза
Прогноза је одлична. Мала лонгитудинална кохортна студија из Мајамија открила је да се свих 12 пацијената вратило на почетну позиицију у свим неуропсихолошким студијама за 6 месеци. Међутим, особа отрована цигуатером може развити екстремну осетљивост на било какво даље излагање цигуатери.
Брадикардија, хипотензија и абнормалности Т-таласа могу се јавити у односу на количину прогутаног цигуатоксина. Кардиоваскуларни симптоми се често јављају у року од 2-5 дана од ингестије и обично нестају у року од 5 дана. Пријављени су плућни едем и синдром хроничног умора.
Превремени порођај и спонтани побачај су пријављени код мајки са тровањем цигуатером, јер се ефекти на фетус и новорођенче преносе преко плаценте и мајчиног млека.
Тровање цигуатером ретко је смртоносно. Стопа морталитета је < 0,1%, али варира у зависности од дозе токсина и доступности медицинске неге за решавање компликација.  Пријављене су стопе од чак 20%. 
Годишњи извештај НПДС Америчког удружења центара за контролу тровања за 2017. пријавио је 32 мања исхода, 27 умерених исхода, 3 велика исхода и ниједан смртни случај. 
Смрт се обично приписује:
- кардиоваскуларној депресији,
- респираторној парализи
- хиповолемијском шоку.

Фактори ризика идентификовани код смртних случајева укључују:
- конзумацију великих количина изнутрица и главе, Gambierdiscus toxicus
- конзумирање гребенске рибе сакупљене након олуја.[13]

Морбидитет од тровања цигуатером може бити висок, а симптоми могу бити продужени. Чини се да су деца теже погођена и чешће су укључена у случајеве који су опасни по живот. 
Већина морбидитета је неуролошка. Неуролошки симптоми нестају након 1-2 недеље, али бол, парестезија, свраб и слабост могу да потрају више недеља. Симптоми се повећавају након узимања животињских протеина. Могу се појавити хронични симптоми који могу довести до трајног оштећења нерава.